# Karl von Heygendorff
Karl Wolfgang von Heygendorff (Weimar 25 décembre 1806 – Dresde, 17 février 1895) est un major-général des armées du Royaume de Saxe. Il était le fils du duc Charles-Auguste de Saxe-Weimar-Eisenach et de sa maîtresse la comédienne Karoline Jagemann.
Il a pour parrain Goethe. Reconnu par le duc, il reçoit à trois ans le titre von Heygendorff, transmissible à sa descendance. Il est mort à Dresde en 1895, où il est enterré près de sa mère au Cimetière de la Trinité (de).

## Descendance
Karl von Heygendorff s'est marié trois fois :
1. le 1er juin 1831, avec Meta Abegg. Ils ont eu trois fils. Le premier est mort dans sa petite enfance, le deuxième a encore des descendants aujourd'hui. Meta est morte en 1835 en donnant naissance à leur troisième fils.
2. le 10 octobre 1836, avec Therese von Watzdorf. Ils ont eu un fils et trois filles avant la mort de Therese en 1841.
3. le 24 décembre 1848, avec Rosa, Freiherrin von Koenneritz (de). Ils ont eu un fils (tué en 1870).